# Туомас Саммелвуо
Туомас Петтері Саммелвуо (фін. Tuomas Petteri Sammelvuo; нар. 16 лютого 1976, Пудас'ярві) — фінський волейбольний тренер, колишній волейболіст, гравець національної збірної. Колишній головний тренер польського клубу «Група Азоти ЗАКСА» (Кендзежин-Козьле), чоловічих збірних Росії і Фінляндії з волейболу, клубу «Зеніт» (Санкт-Петербург).

## Життєпис
Народився 16 лютого 1976 року в Пудас'ярві.
Грав, зокрема, у складах клубів «Ноіком Бребанка» (Noicom Brebanca, Кунео, 2000—2002), «Тур» (2003—2005), «Toyoda Gosei Trefuerza» (нині «Вольфдоґс», Нагоя, 2005—2006), «Локомотив» (Новосибірськ, 2013—2014).
За офіційною версією, 25 лютого 2022, наступного дня після початку російського вторгнення в Україну, припинив співпрацю з петербурзьким клубом, аби зосередитися на роботі зі збірною Росії. У першій декаді травня 2022 повідомили, що в сезоні 2022—2023 Туомас очолить польський клуб «Група Азоти ЗАКСА».
Володіє італійською, англійською, шведською, французькою та російською мовами (останню вивчив за півтора року). Стверджує, що завдяки йому російські волейболісти навчилися лаятися фінською мовою.
22 січня 2024 року на сайті Плюс Ліги повідомили, що Туомаса Саммелвуо усунуто з посади головного тренера клубу «Група Азоти ЗАКСА», а його обов'язки виконуватиме Адам Свачина.

### Досягнення

#### Тренер
- переможець Ліги чемпіонів ЄКВ 2023,
- переможець Ліги націй 2019 зі збірною Росії,
- чемпіон Росії 2019,
- володар Кубка Польщі 2023.

### Сім'я
Перша дружина — Петра — не підтримала його рішення працювати в Росії, тому вони розлучилися, а сім'я залишилася у Фінляндії. Діти: Арон (займається хокеєм), Аврора (займається фігурним катанням).